# Eastwood (Nottinghamshire)
Eastwood is een civil parish in het bestuurlijke gebied Broxtowe, in het Engelse graafschap Nottinghamshire. De plaats telt 10.695 inwoners.

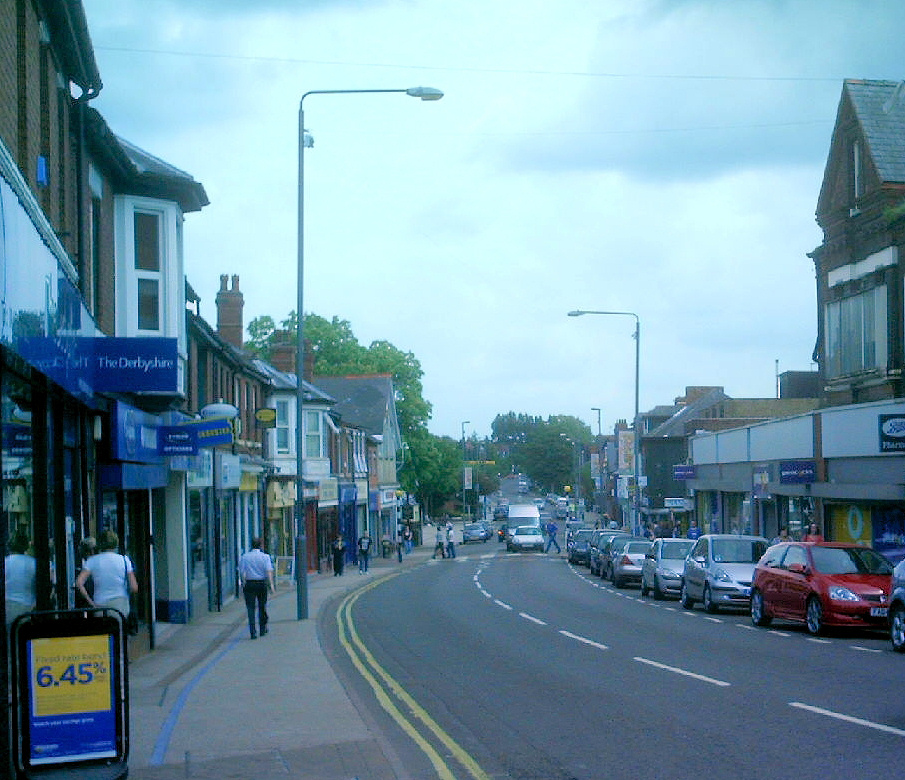
Winkelstraat in Eastwood
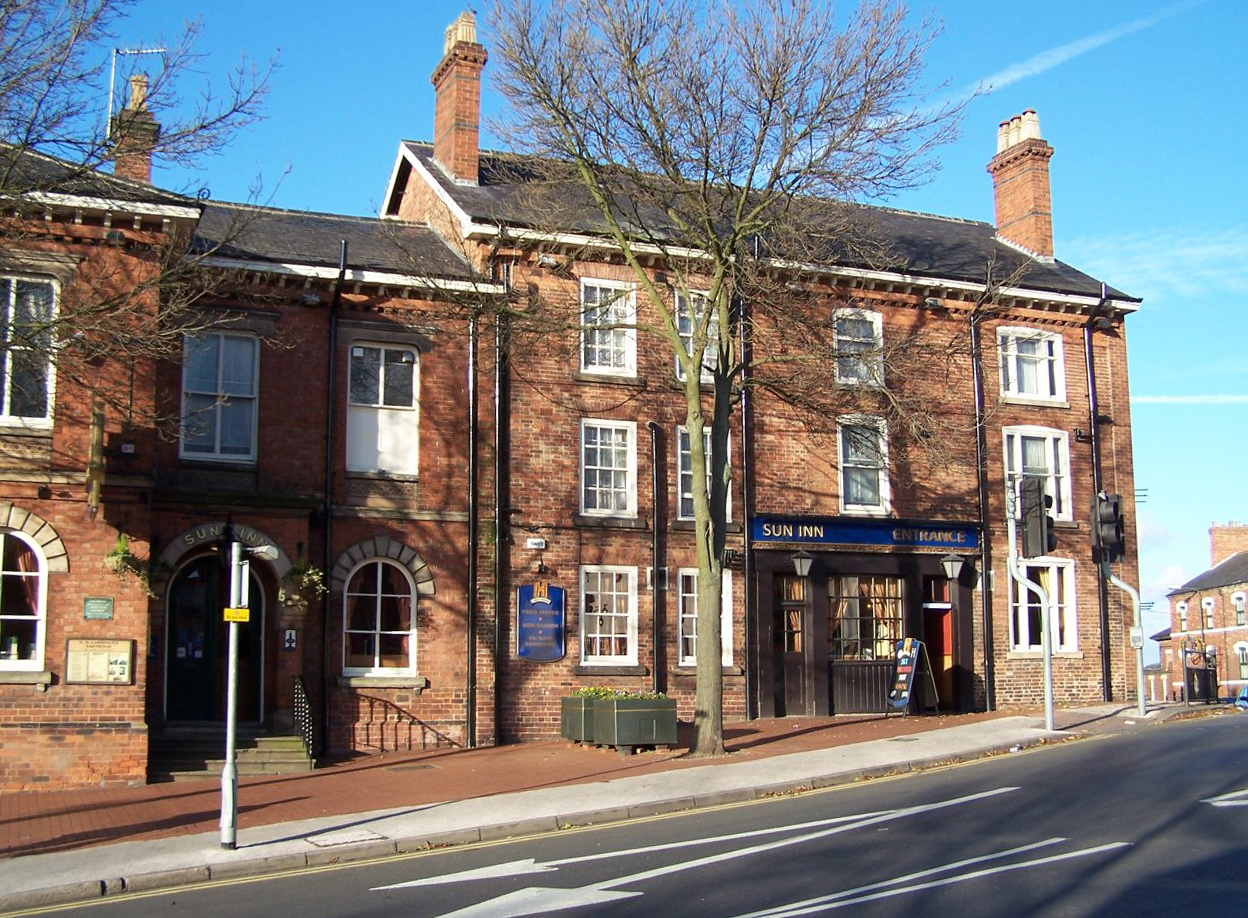
Sun Inn
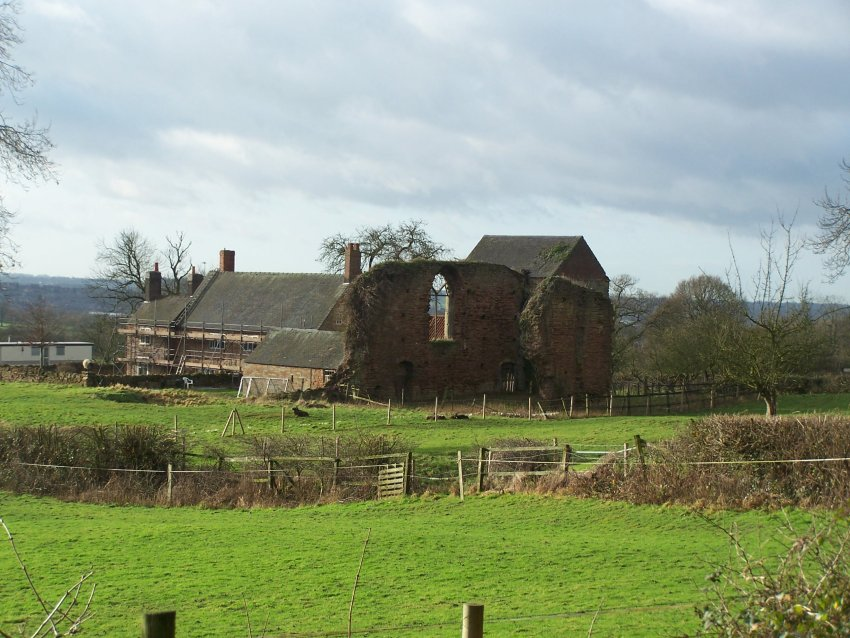
Ruïne van het Beauvaleklooster

## Geboren
- D.H. Lawrence (1885-1930), dichter, essayist, leraar, literatuurcriticus, (toneel)schrijver en vertaler
- Tony Woodcock (1955), voetballer